# Peter Simonsen
Peter Simonsen (ur. 17 kwietnia 1959 w Nowej Zelandii) – nowozelandzki piłkarz, reprezentant kraju.
Jako zawodnik występował w klubach Nelson United, Gisborne City i Manurewa AFC.
Karierę reprezentacyjną rozpoczął w 1978. W 1982 został powołany przez trenera Johna Adsheada na Mistrzostwa Świata 1982, gdzie reprezentacja Nowej Zelandii odpadła w fazie grupowej. Karierę zakończył w 1985, a w reprezentacji zagrał w 11 spotkaniach i strzelił 1 bramkę.